# Republika Środkowoafrykańska na Letnich Igrzyskach Olimpijskich 2008
Republikę Środkowoafrykańską na Letnich Igrzyskach Olimpijskich 2008 reprezentowało 3 zawodników w 2 dyscyplinach.
Był to ósmy start reprezentacji Republiki Środkowoafrykańskiej na letnich igrzyskach olimpijskich.

## Wyniki reprezentantów Republiki Środkowoafrykańskiej

### Boks
| Zawodnik       | Konkurencja     | 1/32              | 1/16                         | Ćwierćfinał                  | Półfinał                     | Finał                        |
| Zawodnik       | Konkurencja     | Przeciwnik Punkty | Przeciwnik Punkty            | Przeciwnik Punkty            | Przeciwnik Punkty            | Przeciwnik Punkty            |
| -------------- | --------------- | ----------------- | ---------------------------- | ---------------------------- | ---------------------------- | ---------------------------- |
| Bruno Bongongo | Waga półśrednia | Mulema P 2–17     | Odpadł z dalszej rywalizacji | Odpadł z dalszej rywalizacji | Odpadł z dalszej rywalizacji | Odpadł z dalszej rywalizacji |

### Lekkoatletyka
Mężczyźni
| Zawodnik       | Konkurencja | Bieg eliminacyjny | Bieg eliminacyjny | Ćwierćfinał                  | Ćwierćfinał                  | Półfinał                     | Półfinał                     | Finał                        | Finał                        |
| Zawodnik       | Konkurencja | Wynik             | Miejsce           | Wynik                        | Miejsce                      | Wynik                        | Miejsce                      | Wynik                        | Miejsce                      |
| -------------- | ----------- | ----------------- | ----------------- | ---------------------------- | ---------------------------- | ---------------------------- | ---------------------------- | ---------------------------- | ---------------------------- |
| Béranger Bosse | 100 m       | 10.51             | 6                 | Odpadł z dalszej rywalizacji | Odpadł z dalszej rywalizacji | Odpadł z dalszej rywalizacji | Odpadł z dalszej rywalizacji | Odpadł z dalszej rywalizacji | Odpadł z dalszej rywalizacji |

Kobiety
| Zawodniczka                | Konkurencja | Bieg eliminacyjny | Bieg eliminacyjny | Ćwierćfinał                   | Ćwierćfinał                   | Półfinał                      | Półfinał                      | Finał                         | Finał                         |
| Zawodniczka                | Konkurencja | Wynik             | Miejsce           | Wynik                         | Miejsce                       | Wynik                         | Miejsce                       | Wynik                         | Miejsce                       |
| -------------------------- | ----------- | ----------------- | ----------------- | ----------------------------- | ----------------------------- | ----------------------------- | ----------------------------- | ----------------------------- | ----------------------------- |
| Mireille Derebona-Ngaisset | 800 m       | DSQ               | –                 | Odpadła z dalszej rywalizacji | Odpadła z dalszej rywalizacji | Odpadła z dalszej rywalizacji | Odpadła z dalszej rywalizacji | Odpadła z dalszej rywalizacji | Odpadła z dalszej rywalizacji |